# Röxer Tunnel

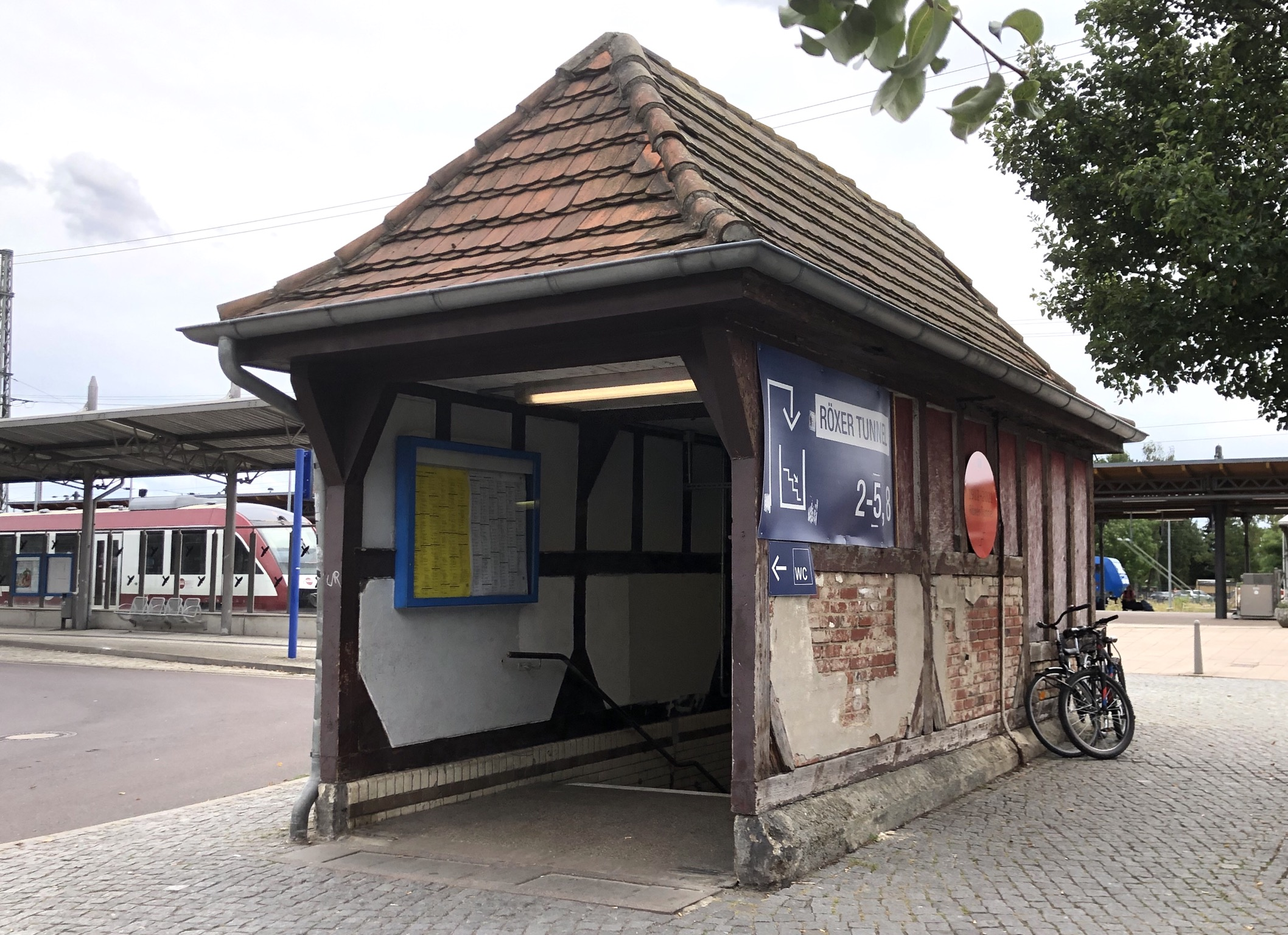
Röxer Tunnel, Eingang auf der Nordseite, 2020

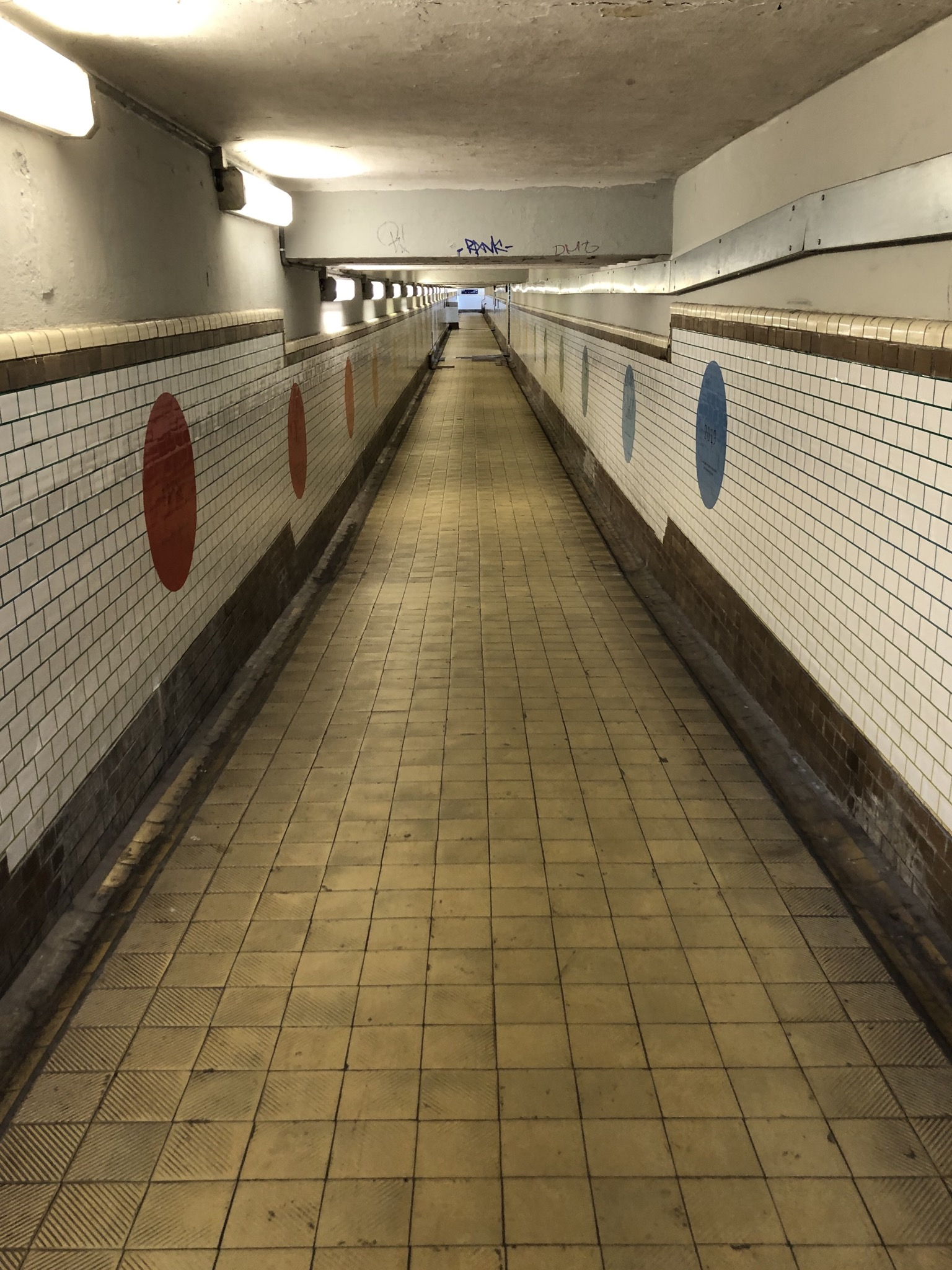
Blick durch den Tunnel von Norden

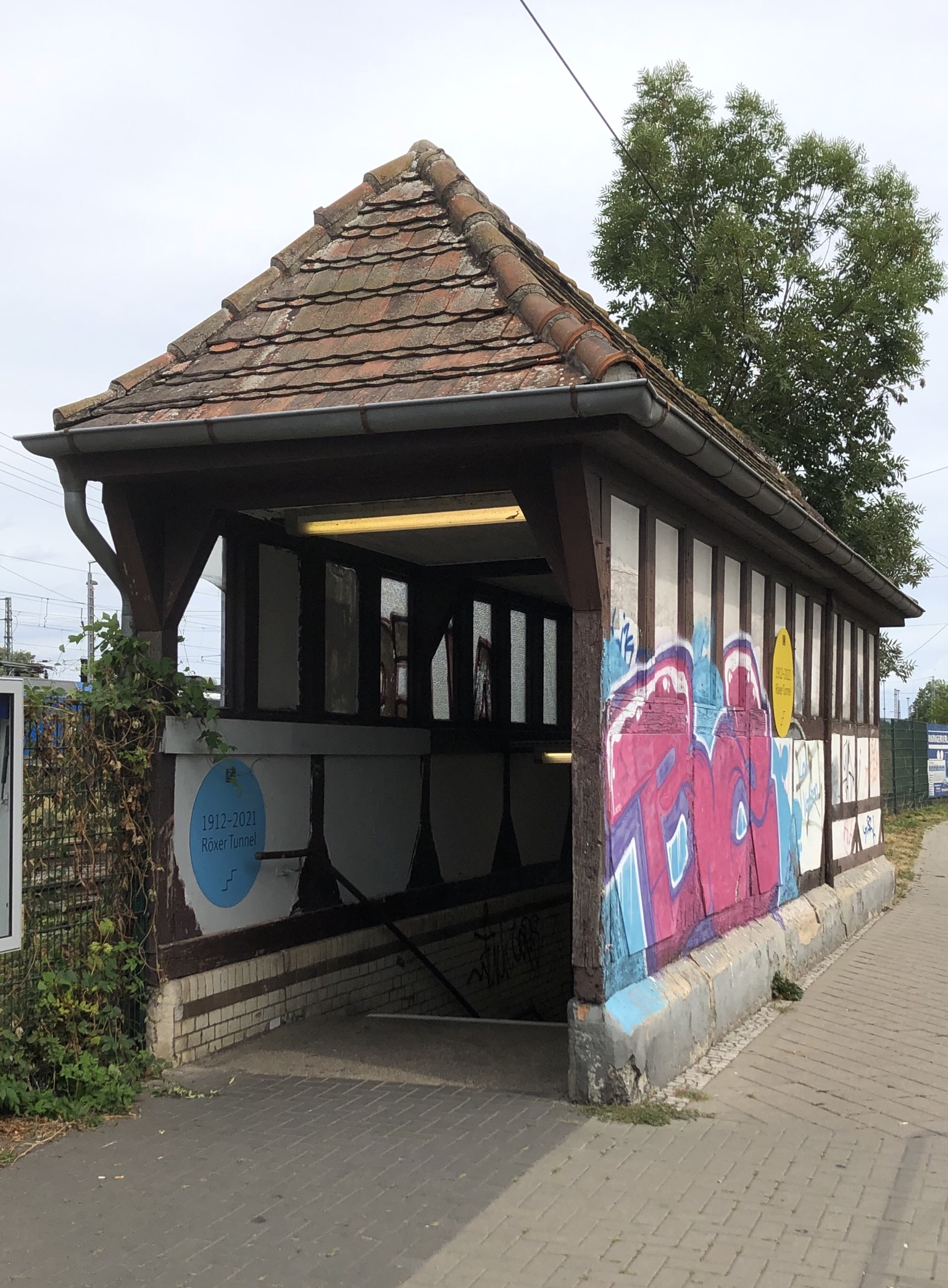
Eingangshaus auf der Südseite

Der Röxer Tunnel war ein denkmalgeschützter Bahnhofstunnel in Stendal in Sachsen-Anhalt.

## Lage
Er befand sich im Stendaler Hauptbahnhof östlich des Empfangsgebäudes, südlich der Stendaler Innenstadt und führt von der Bahnhofstraße nach Süden zur Lüderitzer Straße. Dabei unterquert der Tunnel die Eisenbahnanlagen und bindet die einzelnen Bahnsteige an.

## Architektur und Geschichte

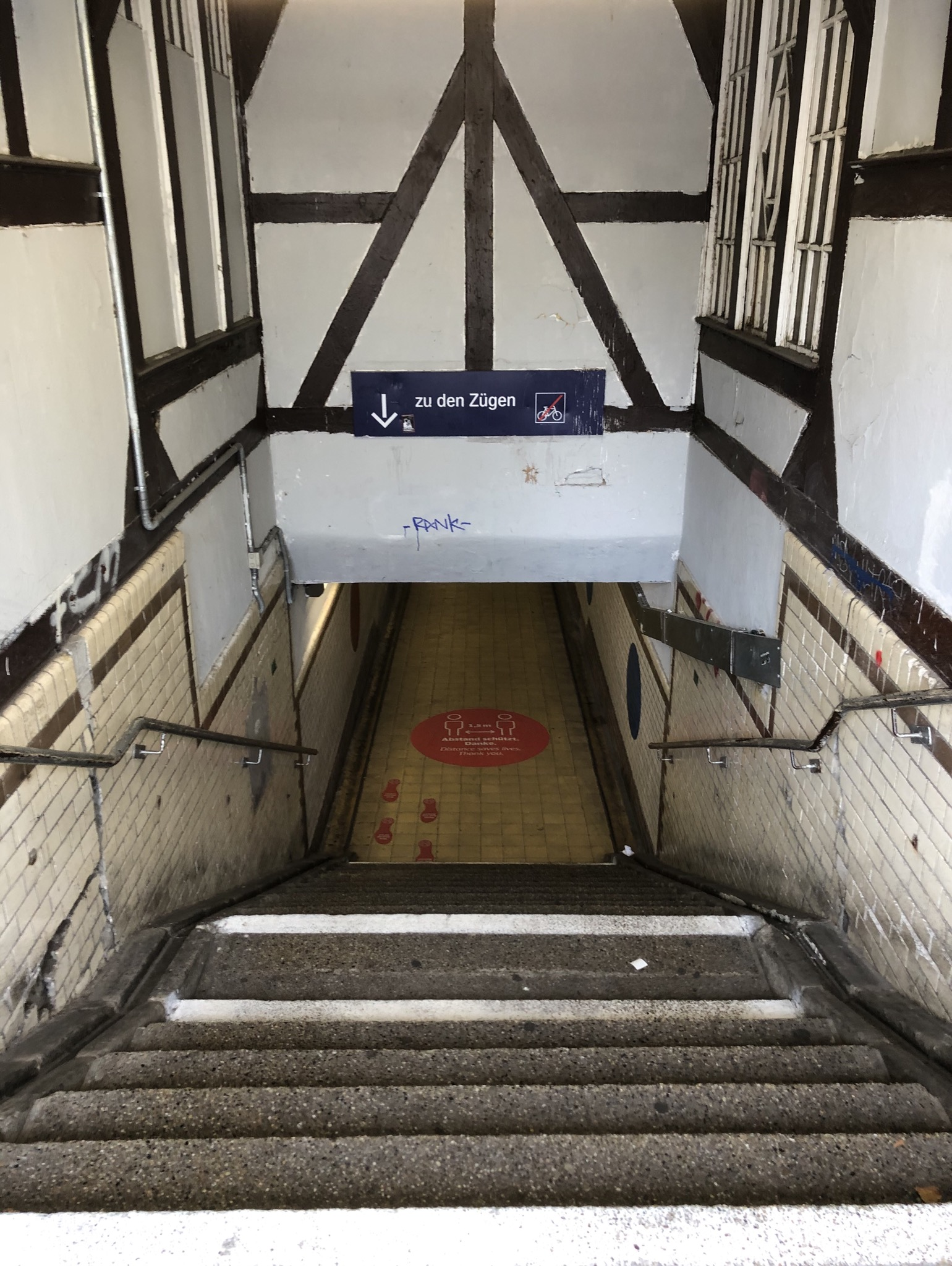
Abstieg auf der Nordseite

Der schmale 110 Meter lange Tunnel entstand im Jahr 1911 und wurde November 1912 für die Öffentlichkeit freigegeben.
Sein Name geht auf den an seinem südlichen Ende befindlichen Stendaler Stadtteil Röxe zurück. An den Eingängen auf nördlicher und südlicher Seite befinden sich in Fachwerkbauweise errichtete Eingangsbauten. Die Tunnelwände sind mit weißen Fliesen ausgekleidet.
Ursprünglich diente der Tunnel nur zur Unterquerung der Bahnanlagen. Erst im Jahr 1983 erhielt der Tunnel auch Zugänge zu den Bahnsteigen, die am 14. Oktober 1983 in Betrieb gingen.
Während des Um- und Ausbaus des Stendaler Hauptbahnhofs ergab sich ab dem 22. Mai 2019 eine vollständige Sperrung der im Bereich des Bahnhofsgebäudes zu den Bahnsteigen führenden Unterführung. Da in diesem Zusammenhang dem Röxer Tunnel eine gesteigerte Verkehrsbedeutung zukam, erfolge für eine fünfstellige Summe eine Instandsetzung des Tunnels. Als Dekoration wurden an den Wänden 60 Kreise aus farbigen Folien angelegt, auf denen in chronologischer Reihenfolge Daten aus der Geschichte Stendals und des Bahnhofs aufgeführt waren.
Nach Abschluss der Arbeiten an der erweiterten Bahnhofsunterführung im zentralen Bahnhofsbereich wurde der Tunnel am 21. Januar 2021 zugeschüttet.
Im örtlichen Denkmalverzeichnis von 2015 war der Tunnel unter der Erfassungsnummer 094 76392 als Baudenkmal verzeichnet.
In nichtöffentlicher Sitzung im November 2022 beschloss der Stendaler Stadtrat den Abriss des nördlichen Tunnelhauses am Stendaler Hauptbahnhof, weil ein Erhalt aus Kostengründen für die Stadt nicht infrage kommt. Im Februar 2023 bildete sich eine Initiativgruppe, die „Freundinnen und Freunde des Tunnelhäuschens“, die sich für die Einrichtung eines Licht- und Lesehäuschens im Tunnelhaus einsetzt.